# برناردسویلر
برناردسویلر (به فرانسوی: Bernardswiller) یک کمون در فرانسه با جمعیت ۱٬۴۲۱ نفر است که در Canton of Obernai واقع شده‌است.